# (8421) Montanari
(8421) Montanari est un astéroïde de la ceinture principale.

## Description
(8421) Montanari est un astéroïde de la ceinture principale. Il fut découvert le 2 décembre 1996 à Bologne par l'observatoire San Vittore. Il présente une orbite caractérisée par un demi-grand axe de 2,87 UA, une excentricité de 0,03 et une inclinaison de 2,3° par rapport à l'écliptique.

## Compléments